# Касбі
Касбі (узб. Касби, Kasbi) — міське селище в Узбекистані, у Касбинському районі Кашкадар'їнської області.
Розташоване за 3 км на північ від Муглана.
Населення 17,2 тис. мешканців (2000). Статус міського селища з 2009 року.